# 佐伯惟治
佐伯 惟治（さえき これはる）は、豊後佐伯氏第10代当主。豊後国海部郡栂牟礼城主。大永年間に、戦国期の佐伯氏の居城である栂牟礼城を築いた。

## 生涯
大永7年（1527年）、肥後の菊池義武に通じて大友義鑑に対し謀叛を企てていると讒言する者があり、義鑑は臼杵長景に惟治の討伐を命じた。11月13日に栂牟礼城攻めが始まったが、栂牟礼城は堅固で落ちる気配が無かったため、長景は義鑑への口添えを約束して開城を促し、惟治はこれに応じて日向へと退去した。しかしこれは長景の罠であり、城を出た惟治は長景の要請を受けた土豪・新名氏の襲撃に遭って進退窮まり、11月25日に三川内の尾高智山で自害した。享年33。
惟治死後、豊後佐伯氏を継いだのは惟常（甥（兄・惟安の子）とされる）だが、惟教までの続柄には諸説有って系図が確定していない（10代惟治－11代惟常－12代惟教）。

## 没後
翌大永8年（1528年）に臼杵長景が病死し、また各地で異変・災厄が相次いだ。これらは惟治の祟りによるものと噂され、怨念を鎮めるべく富尾神社が建立された。加えて惟治が自害した尾高智山には胴体を祀った尾高智神社が建てられ、その他にも首を祀った御頭神社、刀・脇差を祀った鴟尾神社など、日豊国境一帯に惟治を祀る神社が20余り建立された。
また、豊後佐伯氏は大神姓であり、蛇神信仰とのつながりが深いことから、この地域では惟治が「トビノオサマ」と呼ばれ、夜刀神と同一視されるようにもなった。

## 人物・逸話
- 智勇兼備の良将であったと伝わるが、一方で春好という怪僧を寵愛して家臣の諫言を聞かずに領民を苦しめていたという説もある。